# 1745 en science
| Années de la science : 1742 - 1743 - 1744 - 1745 - 1746 - 1747 - 1748    |
| Décennies de la science : 1710 - 1720 - 1730 - 1740 - 1750 - 1760 - 1770 |

Cet article présente les faits marquants de l'année 1745 en science.

## Événements

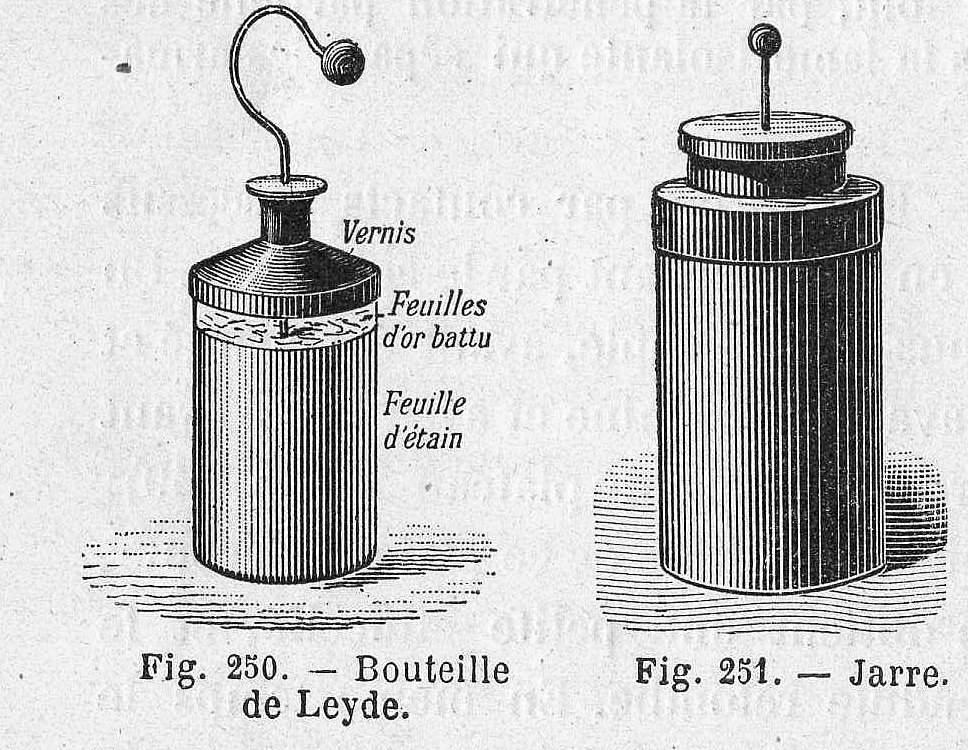
Illustration d'une bouteille de Leyde

- 2 mai : sanction royale qui sépare la Compagnie des chirurgiens de la Compagnie des barbiers de Londres[1].
- 11 octobre : le savant allemand Ewald von Kleist découvre fortuitement le phénomène de l'accumulation de l'électricité. Indépendamment, à Leyde (ou Leiden) aux Pays-Bas, Pieter van Musschenbroek, Allamand et Andreas Cunaeus essayent d'électriser l'eau contenue dans une bouteille (1746). C'est l'expérience de la bouteille de Leyde, ancêtre du condensateur[2].

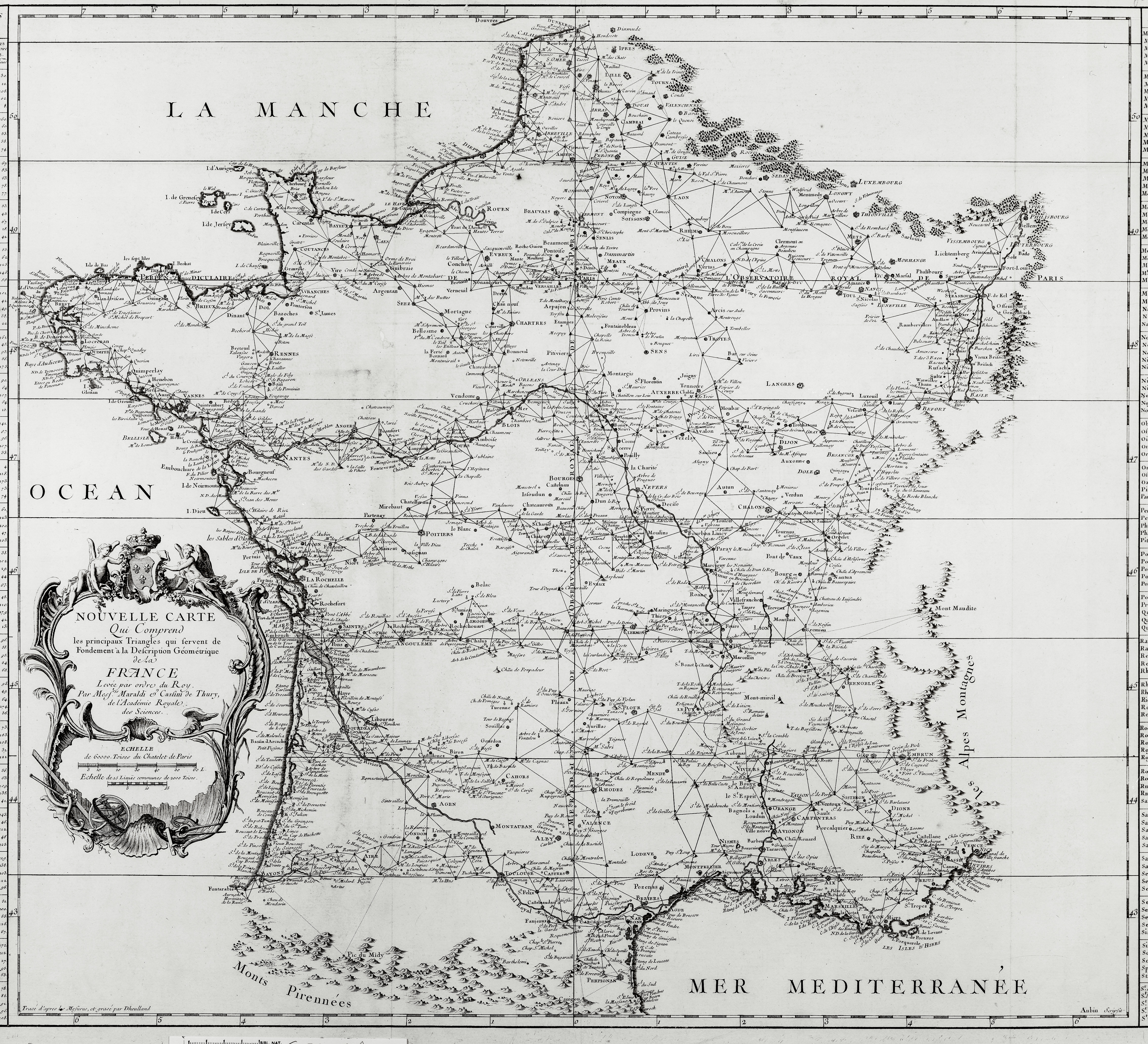
Nouvelle carte qui comprend les principaux triangles qui servent de fondement à la Description géométrique de la France, 1744.

- 13 novembre : César-François Cassini présente devant l'Académie royale des sciences son mémoire « Sur la description géométrique de la France »[3], son projet de relevé topographique complet de la France et la projection cartographique qui porte son nom[4].
- Novembre : le Mercure de France décrit un métier à tisser automatique pour tisser la soie présenté à Lyon par Jacques de Vaucanson[5].

## Publications
- Charles Bonnet, naturaliste suisse  : Traité d’insectologie.
- Andreas Gordon : Versuch einer Erklärung der Electricität, Erfurt.
- Roger Joseph Boscovich : De viribus vivis (« Les forces vives »), Rome.

## Prix
- Médailles de la Royal Society
  - Médaille Copley : William Watson

## Naissances

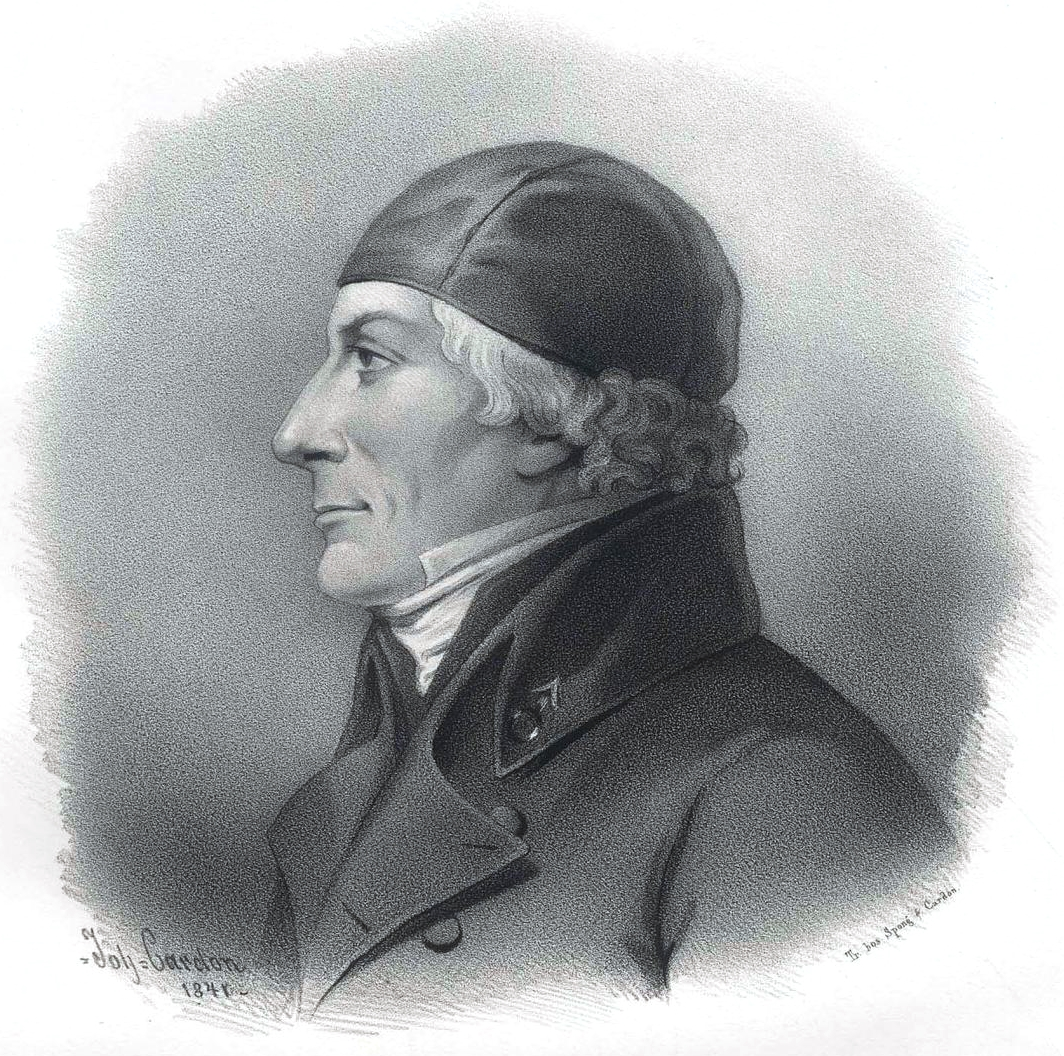
Johan Gottlieb Gahn

- 1er janvier[6] : Jean-Jacques Filassier (mort en 1799), agronome et homme politique français.
- 7 janvier : Johan Christian Fabricius (mort en 1808), entomologiste et économiste danois.
- 11 février : Inō Tadataka (mort en 1818), géomètre et cartographe japonais.
- 18 février : Alessandro Volta (mort en 1827), physicien italien.
- 21 mars : Nicolas Deyeux (mort en 1837), chimiste français.
- 20 avril : Philippe Pinel (mort en 1826), aliéniste français.
- 8 juin : Caspar Wessel (mort en 1818), mathématicien danois et norvégien.
- 9 juin : Pierre Bernard Palassou (mort en 1830), naturaliste français.
- 30 juin : Jean Baptiste Louis d'Audibert de Férussac (mort en 1815), officier d'artillerie et géologue français[7].
- 19 août : Johan Gottlieb Gahn (mort en 1818), chimiste suédois.
- 30 août : Johann Hieronymus Schröter (mort en 1816), astronome allemand.
- 28 septembre : Jean-Baptiste Pussin (mort en 1811), surveillant d'asile français[8].
- 14 novembre : Dominique Villars (mort en 1814), botaniste français.
- 8 décembre : Charles Romme (mort en 1805), géomètre français[9].
- 15 décembre : Johann Gottfried Koehler (mort en 1801), astronome allemand.

## Décès
- 17 janvier : Philippe Naudé le Jeune (né en 1684), mathématicien huguenot franco-allemand.
- 12 mai : Jacques de Noyon (né le 12 février 1668), coureur des bois et explorateur de Nouvelle-France.
- 30 novembre : Johann Bessler (né en 1681), inventeur allemand de machines à « mouvement perpétuel ».